# Wilhelm Jaeger (Unternehmer, 1800)
Wilhelm Jaeger (getauft am 20. April 1800 in Elberfeld; † 17. Mai 1868 ebenda) war ein deutscher Metallwarenfabrikant. Bekanntheit erlangte seine Elberfelder Fabrik, die anfangs vor allem Geschirre und Essbestecke herstellte, als Lieferant von Kürassen und Helmen, darunter eines Prototyps der Pickelhaube, an die Preußische Armee.

## Leben
Wilhelm Jaegers Vorfahren stammten aus Hardt, einer Ortschaft in der heutigen Gemeinde Reichshof im Oberbergischen Land. Dort hatte der Großvater Johann Peter Jaeger († 1769) als „Gasthalter“ gelebt. Dessen Sohn Hermann Jaeger (1764–1836) heiratete Maria Schulze (1765–1845) aus Moers. In Elberfeld wurde 1795 der erste Sohn des Ehepaars geboren. Im Jahr 1804 datiert die erste Erwähnung des Vaters als Hersteller oder Händler von Metallwaren in Elberfeld. Ein Adressbucheintrag von 1812 wies ihn als Händler „antiker und geschliffener Öfen“ aus. Ein Bericht aus dem Jahr 1825 erwähnte ihn als Erfinder und Fabrikanten emaillierten, verzinnten, gusseisernen Kochgeschirrs. Der evangelisch-lutherischen Familie gelang der Aufstieg in das gehobene Bürgertum der Stadt. Am 6. Juni 1822 heiratete Wilhelm Jaeger Johanne Wilhelmine von der Heydt (1800–1856), Tochter des Johannes von der Heydt (1763–1841), Nichte des Elberfelder Bankiers Daniel Heinrich von der Heydt und Cousine des späteren preußischen Handels- und Finanzministers August von der Heydt.
1828 wurde Hermann Jaegers Unternehmen, das 1825 ein neues Fabrikgebäude in der Hofkampstraße erhalten hatte und später ein größeres Quartier in der Straße Neuenteich bezog, auf dessen Söhne aufgeteilt, wobei Hermann Jaeger zusammen mit seinem 1806 geborenen Sohn Jacob das traditionelle Eisengeschäft mit Öfen weiterführte, während Wilhelm Jaeger zusammen mit Ludwig Woeste (1797–1864) den Zweig der Herstellung von emailliertem Essgeschirren unter der Firma Wilhelm Jaeger & Woeste fortsetzte. Spätestens 1831 ging Wilhelm Jaeger eine bis 1837 währende Partnerschaft mit Werner de Weerth (1809–1859), dem Sohn des Kaufmanns Peter de Weerth, in der Firma Jaeger & de Weerth ein, die ebenfalls emaillierte und verzinnte Geschirre herstellte und in den 1830er Jahren ihre Produktion auf die Herstellung von Helmen und Brustpanzern, sogenannten Kürassen, erweiterte. Diese Werkstücke wurden nicht gegossen, sondern anfangs aus Schmiedeeisen hergestellt, dann aber aus Stahlblechen geschmiedet. Erfreut bemerkte der Elberfelder Oberbürgermeister Johann Rütger Brüning im Jahr 1833, dass der preußische König Friedrich Wilhelm III. einen ihm von der Firma geschenkten Kürass mit der Zusendung eines Brilliantrings belohnt hatte. Die Brustpanzer waren nicht nur in Deutschland gefragt, auch die niederländische Regierung orderte sie zur Ausstattung ihrer Offiziere.

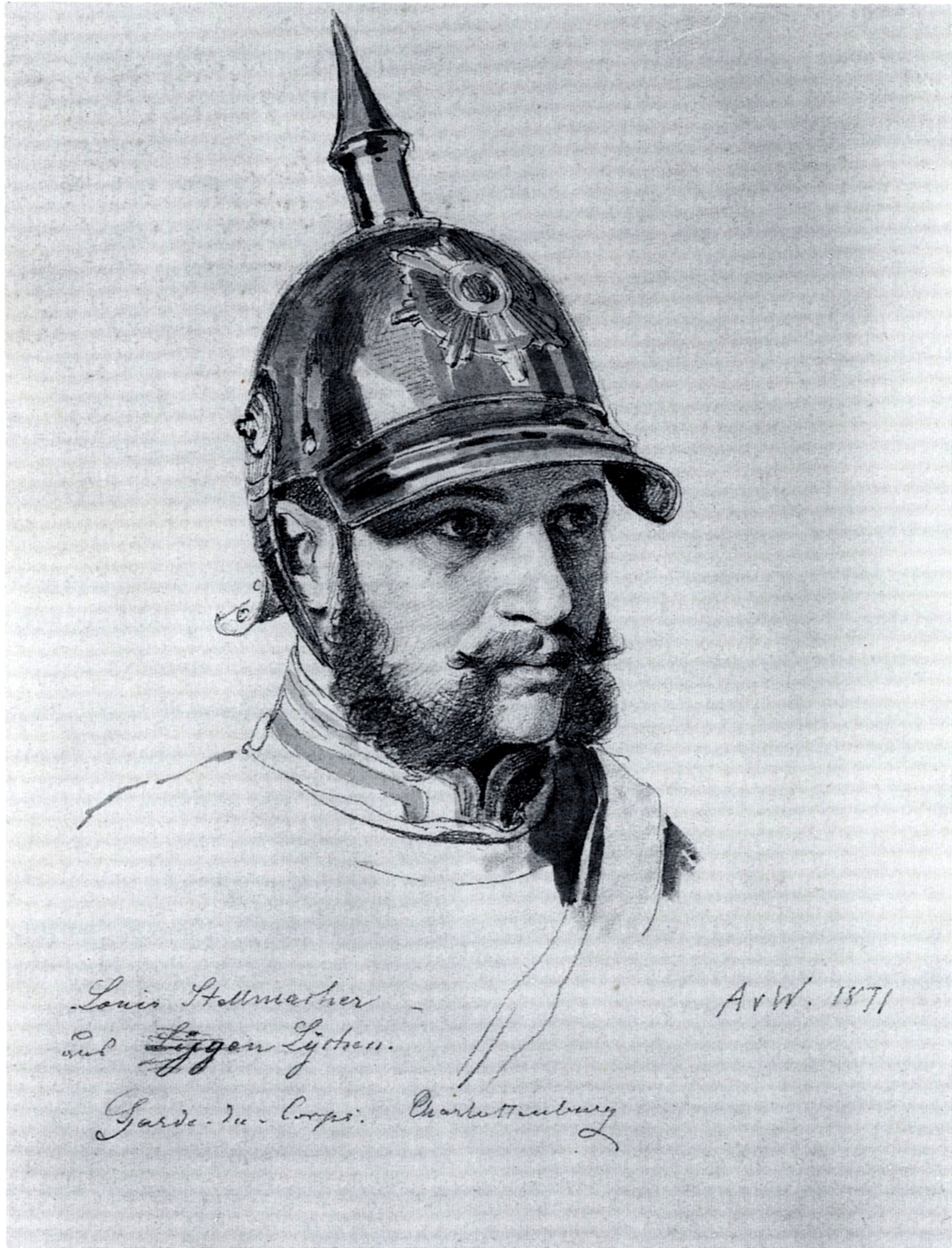
Metallene Pickelhaube „M41“ für Kürassiere, Figurenstudie von Anton von Werner, 1871

Seine Firma erlebte ab Mitte der 1830er Jahre einen beträchtlichen Aufschwung, zählte 1836 einen Personalbestand von 160 Arbeitern und erlebte ihren Höhepunkt wohl in den 1840er Jahren, in denen die Arbeiterschaft auf 300 Mann angewachsen sein soll. Ihren Erfolg verdankte sie auch der guten Kontaktpflege Jaegers zu den preußischen Militärbehörden und zu Prinz Friedrich von Preußen, dem in Düsseldorf und auf Burg Rheinstein residierenden Kommandeur der 14. Division der Preußischen Armee.

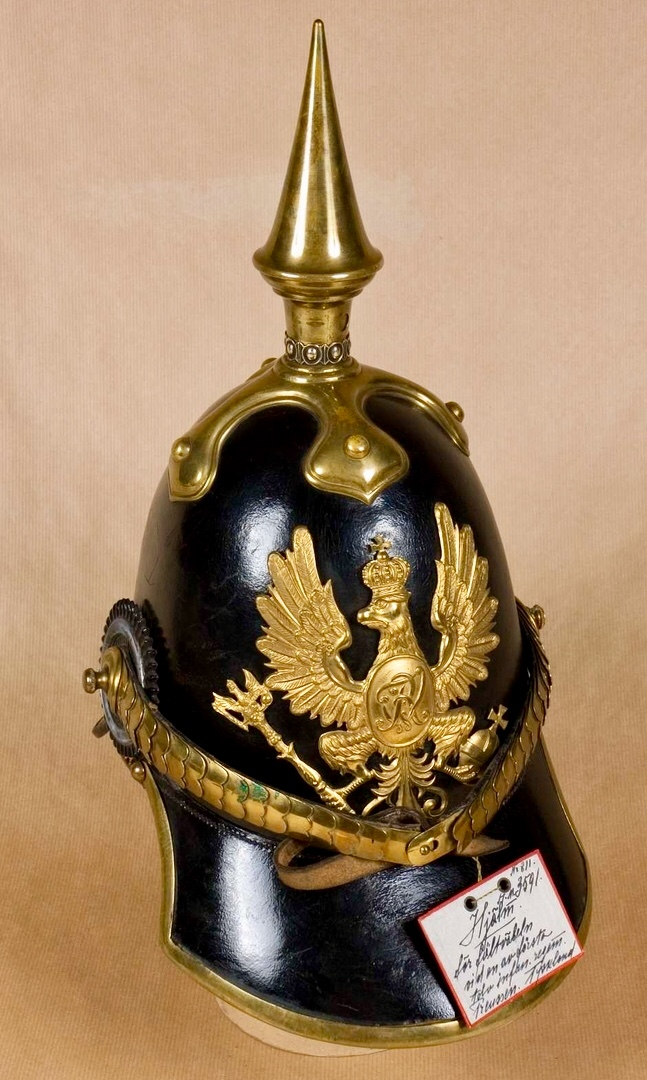
Lederne Pickelhaube „M42“ für Infanteristen

Berühmt wurde sein Helmtyp einer Pickelhaube („Kürassier-Helm ‚M41‘ aus Stahlblech mit abnehmbarer Spitze“). Jaeger stellte ihn im März 1841 dem Berliner Kriegsministerium vor. 1842/1843 wurde er bei der preußischen Armee eingeführt. Danach bot er ihn auch den Kriegsministerien anderer Länder an. Die Illustrirte Zeitung berichtete 1844, dass Form und Einrichtung der Pickelhaube auf den Prinzen Friedrich von Preußen zurückgehen. Dieser war Leiter einer Kommission, die König Friedrich Wilhelm IV. im Mai 1841 für die „Prüfung und Revision des Montierungs- und Bewaffnungswesens“ eingesetzt hatte. Bereits vor Tätigwerden der Kommission hatte Prinz Friedrich, der sich an historischen Vorbildern orientierte, in Berlin einen selbst entworfenen Infanterie-Helm vorgelegt. Diesen Helm entwickelte der Prinz zusammen mit Jaeger, der die Entwicklung finanzierte, in den Jahren 1840 bis 1842 fort. Gemeinsam war so bis Juli 1841 ein „Versuchs-Helm“ aus Metall mit Spitze konzipiert, den Jaeger dem Kriegsministerium für 6 Taler und 25 Groschen (ohne Schweif) bzw. 8 Taler (mit Schweif) anbot und mit dem das Regiment der Gardes du Corps bald zu Testzwecken eingekleidet wurde. In der teureren Ausstattungsvariante konnte sein Träger die abschraubbare Spitze durch einen Schweif ersetzen. Über die neuen Helme schrieb die Allgemeine Militär-Zeitung im August 1841, dass sie „den Pickelhauben aus den Ritterzeiten ähnlich“ seien. Gemeint war damit der Typ der Beckenhaube. So erhielt der neue Helmtyp seinen Namen. Da dieser Helm für Fußtruppen zu schwer war, entwickelte der Unternehmer Christian Harkort (1798–1874), der Sohn des Unternehmers Johann Caspar Harkort IV. und jüngerer Bruder von Friedrich Harkort, in seiner Lederwarenfabrik in Haspe eine Pickelhaube aus gepresstem Büffelleder mit Metallbeschlägen aus Jaegers Vorfertigung. Harkort erhielt im November 1842 den ersten Auftrag zur Ausrüstung von preußischen Truppenteilen mit diesem Lederhelm „M42“, nachdem die Pickelhaube aus Leder zusammen mit einer neuen Uniform am 23. Oktober 1842 für die preußische Infanterie eingeführt worden war. Die Kürassiere erhielten ihre metallenen Pickelhauben „M41“ aufgrund gründlicherer Tests erst am 22. Februar 1843 per Kabinettsorder. Ab 1843 produzierte auch Jaegers Metallwarenfabrik in Elberfeld den Lederhelm „M42“, während im Gegenzug Harkort ebenfalls den Metallhelm „M41“ fertigte.
Am 1. März 1834 reichte Jaeger beim Berliner Handelsministerium ein (später abgelehntes) Patentgesuch auf die Fertigung von „Britania-Metall“ in den deutschen Staaten und die dabei eingesetzte Poliermaschine ein. Bei diesem Werkstoff handelt es sich um eine an sich keineswegs neuartige Legierung, die vorwiegend aus Zinn bestand und Zusätze von Kupfer, Antimon, Wismut, Zink und Blei enthält. 1835 wurde Jaeger außerdem als Händler von Gussstahl erwähnt. Um 1840 beschaffte er sich eine Dampfmaschine. Obwohl damit technologisch auf der Höhe der Zeit, scheint die Produktion nach einem Bericht aus dem Jahr 1847 jedoch stagniert zu haben. Spätestens am 4. Mai 1868 ging das Geschäft an seine beiden Söhne über, die Kaufleute Ernst und August Jaeger. Noch 1875 firmierte deren Unternehmen als „Jaeger Wilh. Söhne, Armatur- und Waffenfabrik. Neuenteich 56/58“. In den Jahren danach verschwand es bald.
Kontakte pflegte Jaeger unter anderem zur Krupp-Gussstahlfabrik, von der er ab 1844 Bleche aus Gussstahl bezog, um entsprechend der Entwicklung von Schusswaffen seine Brustpanzer kugelsicherer und möglichst leicht zu machen. Aus diesem Kontakt entwickelte sich auch das Projekt einer weitergehenden Zusammenarbeit mit Alfred Krupp in Gestalt einer Besteckfabrikation. Bald kam es über die Modalitäten der Beteiligung Krupps und des Fabrikstandortes jedoch zu Unstimmigkeiten, die Ende 1844 dazu führten, dass die Verhandlungen abbrachen und die Firmen fortan um die Herstellung von Kürassen konkurrierten. 1845 wollte Krupp nach einem erfolgreichen Materialtest vom Berliner Kriegsministerium erfahren haben, dass seine aus Kruppstahl gefertigten Brustpanzer in der Armee angeblich ausschließlich verwendet werden sollen. Auch ging Krupp dazu über, sich als der eigentliche Hersteller der verbesserten Brustpanzer darzustellen. 1847 erfolgte ein vergleichender Materialtest der Brustpanzer von Krupp und Jaeger, der allerdings nicht dazu führte, dass ausschließlich Krupps Brustpanzer Verwendung fanden. Krupps Kürassproduktion nahm nie einen größeren Umfang an und blieb Episode.
1840 wurde Jaeger zum Mitglied der Handelskammer für Elberfeld und Barmen gewählt. Auf der Allgemeinen Deutschen Gewerbe-Ausstellung, die 1844 in Berlin stattfand, errang er eine Silbermedaille. 1852 präsentierte er seine Produkte auf der Provinzial-Gewerbe-Ausstellung für Rheinland und Westphalen in Düsseldorf, darunter „eine vollständige Sammlung der in Preußen und anderen Staaten eingeführten Kürasse und Helme“. 1854 bedachte ihn die in München abgehaltene Erste Allgemeine Deutsche Industrieausstellung „für fabrikmäßigen bedeutenden Betrieb in Erzeugung von Cuirassen, Helmen in Blech und Leder von solider und billiger Arbeit“ mit einer Ehrenmünze. 1855 erhielt er den Roten Adlerorden 4. Klasse.